# 心叶合耳菊
心叶合耳菊（学名：Synotis cordifolia）是菊科合耳菊属的植物，是中国的特有植物。分布在中国大陆的云南等地，生长于海拔3,000米的地区，常生于混交林中，目前尚未由人工引种栽培。